# Pfetterkopf
Der Pfetterkopf ist ein 1547 m ü. NHN hoher Berg in der Soierngruppe im Karwendel in den Bayerischen Alpen.
Der licht bewaldete Gipfel des Pfetterkopfes ist nur weglos erreichbar, von Westen über die Grasbergalm (1305 m ü. NHN) über dessen Westhänge.

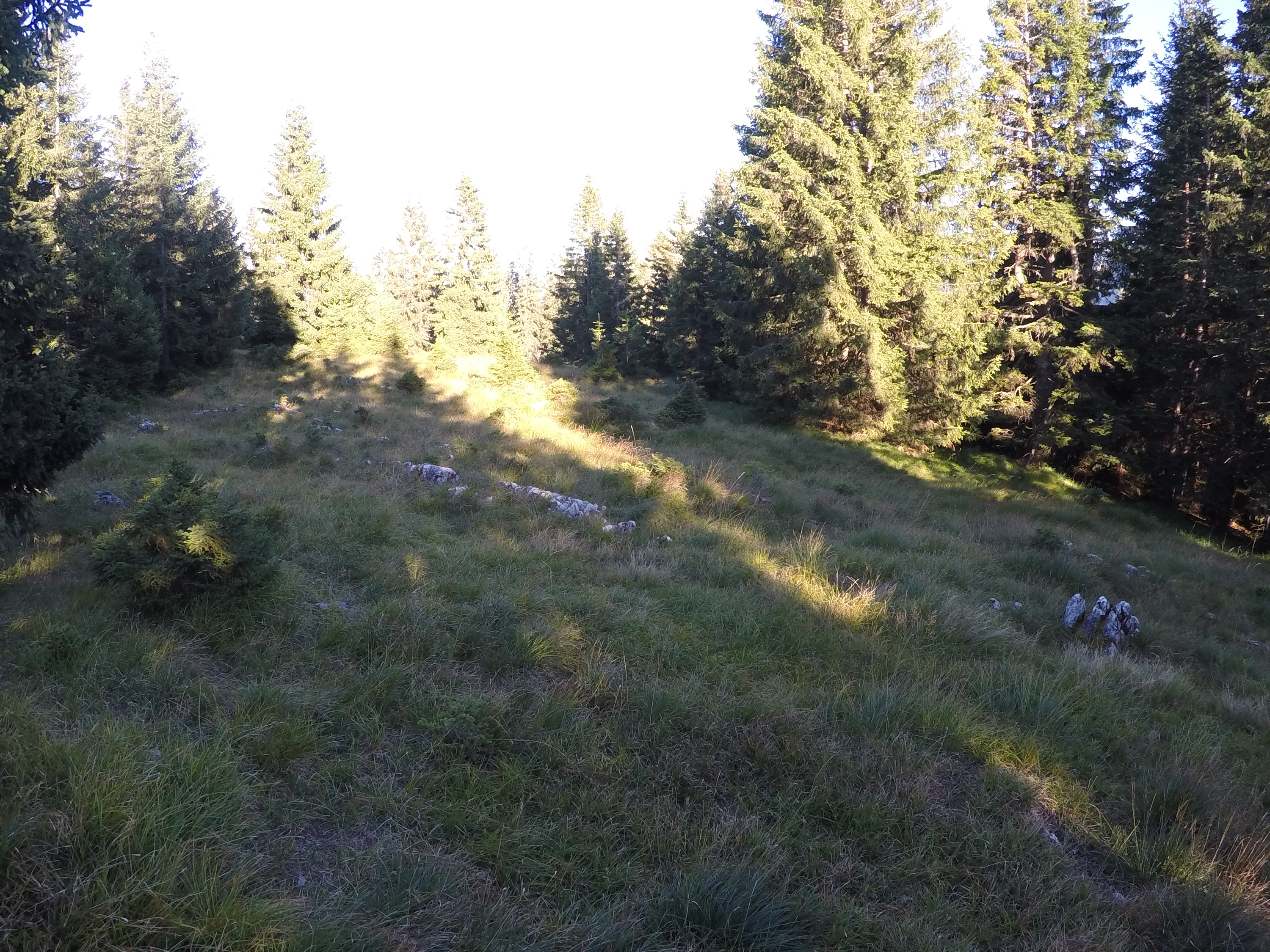
Gipfelbereich